# Sarah Spitzer
Sarah Spitzer (* 1. September 1984 in Hamburg) ist eine deutsche Violinistin.
Sarah Spitzer bekam ihre erste Geige, ein Flohmarktkauf, mit 8 Jahren. Mit elf Jahren wurde sie Studentin an der Budapester Musikakademie. Sie ist die jüngste Geigenschülerin in der Geschichte der Hochschule. Dort studierte sie bei Dénes Kovács. Weitere Studien erhielt sie bei Igor Oistrach am Königlichen Konservatorium Brüssel, bei Christoph Poppen an der Hochschule für Musik „Hanns Eisler“ Berlin und bei Yair Kless und Boris Kuschnir an der Kunstuniversität Graz.
Sarah Spitzer debütierte mit den Hamburger Philharmonikern unter der Leitung von Philippe Auguin. Sie konzertierte beim Schleswig-Holstein Musik Festival, bei den Salzburger Schlosskonzerten, bei den Festspielen Mecklenburg-Vorpommern und beim Verbier Festival.
2006 war sie geigerische Begleitung bei Lesungen von Armin Mueller-Stahl sowie in Bochum bei der Ruhrtriennale in seiner Lesung zusammen mit Vanessa Redgrave.
Im Dokumentarfilm über Dmitri Schostakowitsch Dem kühlen Morgen entgegen spielte sie 2008 aus einer seiner Violinsonaten. Im Januar 2013 gestaltete sie das musikalische Rahmenprogramm beim Internationalen Willy-Brandt-Preis in Berlin.
Bis 2011 spielte Sarah Spitzer eine Vincenzo Panormo-Geige von 1782, eine Leihgabe aus London.
Sarah Spitzer lebt in Wiesbaden.

## Auszeichnungen
Sarah Spitzer gewann den 1. Preis beim Ede-Zathureczky-Violinwettbewerb in Ungarn, den 2. Preis beim Jakob Stainer-Violinwettbewerb in Deutschland und den Jurypreis beim Yehudi Menuhin-Wettbewerb im englischen Cardiff.